# Elecciones municipales de 2015 en la provincia de Palencia
Las elecciones municipales de 2015 en la provincia de Palencia se celebraron el día 24 de mayo.

## Resultados en número de alcaldes
| Partido        | Alcaldes salientes | Alcaldes electos | Diferencia |
| PP             | 155                | 148              | 7          |
| PSOE           | 28                 | 28               | 0          |
| Cs             | 3a                 | 7                | 4          |
| DRCyL          | 0b                 | 1                | 1          |
| Independientes | 5                  | 7                | 2          |
| -------------- | ------------------ | ---------------- | ---------- |

a Estos resultados corresponden a los obtenidos por Centro Democrático Liberal, partido que se integró en Ciudadanos de cara a las elecciones municipales y autonómicas del 24 de mayo de 2015.

b Estos resultados corresponden a los obtenidos por Unidad Regionalista de Castilla y León, partido del que forma parte Democracia Regionalista de Castilla y León.

## Alcaldes salientes y alcaldes electos en municipios de más de 1.000 habitantes
| Municipio               | Población | Alcalde saliente                    | Partido | Alcalde electo o reelecto          | Partido |
| Aguilar de Campoo       | 7.088     | María José Ortega Gómez             | PP      | María José Ortega Gómez            | PP      |
| Astudillo               | 1.031     | Luis Santos González                | PP      | Luis Santos González               | PP      |
| Baltanás                | 1.286     | María José de la Fuente Fombellida  | PP      | María José de la Fuente Fombellida | PP      |
| Barruelo de Santullán   | 1.329     | Alejandro Lamalfa                   | PP      | Javier Avelino Calderón Díez       | PP      |
| Carrión de los Condes   | 2.198     | Francisco Javier Villafruela Fierro | PP      | José Manuel Otero Sanz             | Cs      |
| Cervera de Pisuerga     | 2.461     | Urbano Alonso Cagigal               | PP      | María Francisca Peña de la Hera    | Cs      |
| Dueñas                  | 2.755     | Miguel Ángel Blanco Pastor          | PSOE    | Miguel Ángel Blanco Pastor         | PSOE    |
| Grijota                 | 2.059     | Juan Carlos Pando Fernández         | PP      | David Ontaneda Bravo               | PSOE    |
| Guardo                  | 6.724     | Juan Jesús Blanco Muñiz             | PP      | Juan Jesús Blanco Muñiz            | PP      |
| Herrera de Pisuerga     | 2.180     | Javier San Millán Merino            | PP      | Javier San Millán Merino           | PP      |
| Magaz de Pisuerga       | 1.043     | Luis Alonso Álvarez                 | PP      | Luis Alonso Álvarez                | PP      |
| Osorno                  | 1.350     | Miguel del Valle del Campo          | PP      | María Félix Dehesa Pastor          | PP      |
| Palencia                | 80.178    | Carlos Alfonso Polanco Rebolleda    | PP      | Carlos Alfonso Polanco Rebolleda   | PP      |
| Paredes de Nava         | 1.997     | María Montserrat Infante Pescador   | PP      | Luis Antonio Calderón Nájera       | PP      |
| Saldaña                 | 3.149     | Miguel Nozal Calvo                  | PSOE    | Gerardo Luis León Palenzuela       | PP      |
| Santibáñez de la Peña   | 1.121     | Manuel Maza de las Heras            | PP      | Manuel Maza de las Heras           | PP      |
| Torquemada              | 1.028     | Jorge Domingo Martínez Antolín      | PP      | Jorge Domingo Martínez Antolín     | PP      |
| Velilla del Río Carrión | 1.437     | Gonzalo Pérez Ibáñez                | PP      | Gonzalo Pérez Ibáñez               | PP      |
| Venta de Baños          | 6.450     | Consolación Pablos Labajo           | PSOE    | Rosa María Juanes Gutiérrez        | PSOE    |
| Villada                 | 1.042     | José Antonio Alonso Ciruelo         | PSOE    | José Antonio Alonso Ciruelo        | PSOE    |
| Villalobón              | 1.542     | Gonzalo Mota Alario                 | PP      | Gonzalo Mota Alario                | PP      |
| Villamuriel de Cerrato  | 6.450     | Carlos Morchón Collado              | PP      | Jesús María García Ruiz            | PSOE    |
| ----------------------- | --------- | ----------------------------------- | ------- | ---------------------------------- | ------- |

## Resultados en los municipios de más de 1.000 habitantes

### Aguilar de Campoo
- 13 concejales a elegir[8]
- Alcaldesa saliente: María José Ortega Gómez - PP
- Alcaldesa electa: María José Ortega Gómez - PP

| María José Ortega Gómez        | PP           | 1.435 | 43,52% | 7 | 1 |  |  |  |
| José Manuel Merino Gutiérrez   | PSOE         | 786   | 23,84% | 3 | 1 |  |  |  |
| José Antonio Villalba Sierra   | AIAc         | 443   | 13,44% | 2 | 1 |  |  |  |
| Alberto García Sánchez         | GANEMOS      | 303   | 9,19%  | 1 | 1 |  |  |  |
| Carlos David Martín Mendo      | Cs           | 184   | 5,58%  | 0 | 0 |  |  |  |
| Francisco Javier García Alonso | UPyD         | 56    | 1,70%  | 0 | 0 |  |  |  |
|                                |              |       |        |   |   |  |  |  |
| Censo                          | Censo        | 4.846 | 100%   |   |   |  |  |  |
| Abstenciones                   | Abstenciones | 1.475 | 30,44% |   |   |  |  |  |
| Votantes                       | Votantes     | 3.371 | 69,56% |   |   |  |  |  |
| Blancos                        | Blancos      | 90    | 2,73%  |   |   |  |  |  |
| Nulos                          | Nulos        | 74    | 2,20%  |   |   |  |  |  |

c Agrupación Independiente de Aguilar

### Astudillo
- 9 concejales a elegir[9]
- Alcalde saliente: Luis Santos González - PP
- Alcalde electo: Luis Santos González - PP

| Luis Santos González             | PP           | 448 | 61,79% | 6 | 0 |  |  |  |
| María del Pilar García Colmenero | PSOE         | 210 | 28,97% | 3 | 1 |  |  |  |
| Álvaro Antón Blanco              | Cs           | 57  | 7,86%  | 0 | 0 |  |  |  |
|                                  |              |     |        |   |   |  |  |  |
| Censo                            | Censo        | 914 | 100%   |   |   |  |  |  |
| Abstenciones                     | Abstenciones | 150 | 16,41% |   |   |  |  |  |
| Votantes                         | Votantes     | 764 | 83,59% |   |   |  |  |  |
| Blancos                          | Blancos      | 10  | 1,38%  |   |   |  |  |  |
| Nulos                            | Nulos        | 39  | 5,10%  |   |   |  |  |  |

### Baltanás
- 9 concejales a elegir[10]
- Alcaldesa saliente: María José de la Fuente Fombellida - PP
- Alcaldesa electa: María José de la Fuente Fombellida - PP

| María José de la Fuente Fombellida | PP           | 499   | 56,70% | 5 | 1 |  |  |  |
| Jesús Ignacio Toquero Fombellida   | PSOE         | 352   | 40,00% | 4 | 1 |  |  |  |
|                                    |              |       |        |   |   |  |  |  |
| Censo                              | Censo        | 1.106 | 100%   |   |   |  |  |  |
| Abstenciones                       | Abstenciones | 200   | 18,08% |   |   |  |  |  |
| Votantes                           | Votantes     | 906   | 81,92% |   |   |  |  |  |
| Blancos                            | Blancos      | 29    | 3,30%  |   |   |  |  |  |
| Nulos                              | Nulos        | 26    | 2,87%  |   |   |  |  |  |

### Barruelo de Santullán
- 9 concejales a elegir[11]
- Alcalde saliente: Alejandro Lamalfa  - PP
- Alcalde electo: Javier Avelino Calderón Díez - PP[12]

| Javier Avelino Calderón Díez   | PP           | 304   | 36,94% | 4 | 1 |  |  |  |
| María Isabel Martínez González | ABId         | 212   | 25,76% | 2 | 1 |  |  |  |
| Francisco Javier Vejo Mesones  | PSOE         | 187   | 22,72% | 2 | 1 |  |  |  |
| Igor Piélagos Sierrán          | GANEMOS      | 112   | 13,61% | 1 | 1 |  |  |  |
|                                |              |       |        |   |   |  |  |  |
| Censo                          | Censo        | 1.128 | 100%   |   |   |  |  |  |
| Abstenciones                   | Abstenciones | 292   | 25,89% |   |   |  |  |  |
| Votantes                       | Votantes     | 836   | 74,11% |   |   |  |  |  |
| Blancos                        | Blancos      | 8     | 0,97%  |   |   |  |  |  |
| Nulos                          | Nulos        | 13    | 1,56%  |   |   |  |  |  |

d Coalición Electoral Agrupación Barruelana Independiente

### Carrión de los Condes
- 11 concejales a elegir[13]
- Alcalde saliente: Francisco Javier Villafruela Fierro - PP
- Alcalde electo: José Manuel Otero Sanz - Cs[14]

| Francisco Javier Villafruela Fierro | PP           | 617   | 45,30% | 5 | 3 |  |  |  |
| José Manuel Otero Sanz              | Cs           | 435   | 31,94% | 4 | 4 |  |  |  |
| Homero Andre Escobedo Rodas         | PSOE         | 225   | 16,52% | 2 | 1 |  |  |  |
| Félix Ruiz Requies                  | UPyD         | 61    | 4,48%  | 0 | 0 |  |  |  |
|                                     |              |       |        |   |   |  |  |  |
| Censo                               | Censo        | 1.804 | 100%   |   |   |  |  |  |
| Abstenciones                        | Abstenciones | 401   | 22,23% |   |   |  |  |  |
| Votantes                            | Votantes     | 1.403 | 77,77% |   |   |  |  |  |
| Blancos                             | Blancos      | 24    | 1,76%  |   |   |  |  |  |
| Nulos                               | Nulos        | 41    | 2,92%  |   |   |  |  |  |

### Cervera de Pisuerga
- 11 concejales a elegir[15]
- Alcalde saliente: Urbano Alonso Cagigal - PP
- Alcalde electo: María Francisca Peña de la Hera - Cs[16]

| Urbano Alonso Cagigal           | PP           | 690   | 47,23% | 5 | 1 |  |  |  |
| María Francisca Peña de la Hera | Cs           | 491   | 33,61% | 4 | 4 |  |  |  |
| Marcelino Gutiérrez Martín      | PSOE         | 237   | 16,22% | 2 | 1 |  |  |  |
|                                 |              |       |        |   |   |  |  |  |
| Censo                           | Censo        | 2.035 | 100%   |   |   |  |  |  |
| Abstenciones                    | Abstenciones | 524   | 25,75% |   |   |  |  |  |
| Votantes                        | Votantes     | 1.511 | 74,25% |   |   |  |  |  |
| Blancos                         | Blancos      | 43    | 2,94%  |   |   |  |  |  |
| Nulos                           | Nulos        | 50    | 3,31%  |   |   |  |  |  |

### Dueñas
- 11 concejales a elegir[17]
- Alcalde saliente: Miguel Ángel Blanco Pastor - PSOE
- Alcalde electo: Miguel Ángel Blanco Pastor - PSOE

| Miguel Ángel Blanco Pastor | PSOE         | 815   | 51,98% | 6 | 0  |  |  |  |
| Juan Antonio Díez Martínez | PP           | 500   | 31,89% | 4 | 0  |  |  |  |
| José Manuel Muñoz García   | GANEMOS      | 220   | 14,03% | 1 | 0e |  |  |  |
|                            |              |       |        |   |    |  |  |  |
| Censo                      | Censo        | 2.309 | 100%   |   |    |  |  |  |
| Abstenciones               | Abstenciones | 670   | 29,02% |   |    |  |  |  |
| Votantes                   | Votantes     | 1.639 | 70,98% |   |    |  |  |  |
| Blancos                    | Blancos      | 33    | 2,10%  |   |    |  |  |  |
| Nulos                      | Nulos        | 71    | 4,33%  |   |    |  |  |  |

e En relación con los resultados obtenidos por Izquierda Unida, partido integrado en GANEMOS.

### Grijota
- 11 concejales a elegir[18] (se eligen 2 concejales más que en las elecciones municipales de 2011)
- Alcalde saliente: Juan Carlos Pando Fernández - PP
- Alcalde electo: David Ontaneda Bravo - PSOE[19]

| Juan Carlos Pando Fernández | PP           | 506   | 44,42% | 5 | 1 |  |  |  |
| David Ontaneda Bravo        | PSOE         | 435   | 38,19% | 4 | 1 |  |  |  |
| Jorge Llanos Martín         | Cs           | 175   | 15,36% | 2 | 2 |  |  |  |
|                             |              |       |        |   |   |  |  |  |
| Censo                       | Censo        | 1.586 | 100%   |   |   |  |  |  |
| Abstenciones                | Abstenciones | 417   | 26,29% |   |   |  |  |  |
| Votantes                    | Votantes     | 1.169 | 73,71% |   |   |  |  |  |
| Blancos                     | Blancos      | 23    | 2,02%  |   |   |  |  |  |
| Nulos                       | Nulos        | 30    | 2,57%  |   |   |  |  |  |

### Guardo
- 13 concejales a elegir[20]
- Alcalde saliente: Juan Jesús Blanco Muñiz - PP
- Alcalde electo: Juan Jesús Blanco Muñiz - PP[21]

| Juan Jesús Blanco Muñiz | PP           | 1.247 | 41,66% | 6 | 1 |  |  |  |
| Ricardo Varona Díez     | Cs           | 947   | 31,64% | 5 | 5 |  |  |  |
| Gema Sanfélix Boubeta   | PSOE         | 549   | 18,34% | 2 | 0 |  |  |  |
| Paula Heras Llanes      | GANEMOS      | 184   | 6,15%  | 0 | 0 |  |  |  |
|                         |              |       |        |   |   |  |  |  |
| Censo                   | Censo        | 4.533 | 100%   |   |   |  |  |  |
| Abstenciones            | Abstenciones | 1.434 | 31,63% |   |   |  |  |  |
| Votantes                | Votantes     | 3.099 | 68,37% |   |   |  |  |  |
| Blancos                 | Blancos      | 66    | 2,21%  |   |   |  |  |  |
| Nulos                   | Nulos        | 106   | 3,42%  |   |   |  |  |  |

### Herrera de Pisuerga
- 11 concejales a elegir[22]
- Alcalde saliente: Javier San Millán Merino - PP
- Alcalde electo: Javier San Millán Merino - PP

| Javier San Millán Merino | PP           | 627   | 55,05% | 7 | 1  |  |  |  |
| Eugenio Pardo Espinosa   | GANEMOS      | 249   | 21,86% | 2 | 1f |  |  |  |
| Paula Sanz Combarros     | PSOE         | 235   | 20,63% | 2 | 0  |  |  |  |
|                          |              |       |        |   |    |  |  |  |
| Censo                    | Censo        | 1.802 | 100%   |   |    |  |  |  |
| Abstenciones             | Abstenciones | 624   | 34,63% |   |    |  |  |  |
| Votantes                 | Votantes     | 1.178 | 65,37% |   |    |  |  |  |
| Blancos                  | Blancos      | 28    | 2,46%  |   |    |  |  |  |
| Nulos                    | Nulos        | 39    | 3,31%  |   |    |  |  |  |

f En relación con los resultados obtenidos por Izquierda Unida, partido integrado en GANEMOS.

### Magaz de Pisuerga
- 9 concejales a elegir[23]
- Alcalde saliente: Luis Alonso Álvarez - PP
- Alcalde electo: Luis Alonso Álvarez - PP

| Luis Alonso Álvarez       | PP           | 267 | 47,42% | 5 | 1 |  |  |  |
| Marta Largo Fernández     | PSOE         | 193 | 34,28% | 3 | 1 |  |  |  |
| Julián de la Fuente Diago | GANEMOS      | 65  | 11,55% | 1 | 1 |  |  |  |
| Fernando Antolín García   | PCas-TC      | 30  | 5,33%  | 0 | 1 |  |  |  |
|                           |              |     |        |   |   |  |  |  |
| Censo                     | Censo        | 781 | 100%   |   |   |  |  |  |
| Abstenciones              | Abstenciones | 210 | 26,89% |   |   |  |  |  |
| Votantes                  | Votantes     | 571 | 73,11% |   |   |  |  |  |
| Blancos                   | Blancos      | 8   | 1,42%  |   |   |  |  |  |
| Nulos                     | Nulos        | 8   | 1,40%  |   |   |  |  |  |

### Osorno
- 9 concejales a elegir[24]
- Alcalde saliente: Miguel del Valle del Campo - PP
- Alcaldesa electa: María Félix Dehesa Pastor - PP

| María Félix Dehesa Pastor  | PP           | 443   | 56,29% | 6 | 0  |  |  |  |
| Miguel Ángel Peláez Moreno | PSOE         | 269   | 34,18% | 3 | 2  |  |  |  |
| Pedro Peláez Moreno        | GANEMOS      | 46    | 5,84%  | 0 | 1g |  |  |  |
|                            |              |       |        |   |    |  |  |  |
| Censo                      | Censo        | 1.140 | 100%   |   |    |  |  |  |
| Abstenciones               | Abstenciones | 328   | 28,77% |   |    |  |  |  |
| Votantes                   | Votantes     | 812   | 71,23% |   |    |  |  |  |
| Blancos                    | Blancos      | 29    | 3,68%  |   |    |  |  |  |
| Nulos                      | Nulos        | 25    | 3,08%  |   |    |  |  |  |

g En relación con los resultados obtenidos por Izquierda Unida, partido integrado en GANEMOS.

### Palencia
Elecciones municipales de 2015 en Palencia
- 25 concejales a elegir[25]
- Alcalde saliente: Carlos Alfonso Polanco Rebolleda - PP
- Alcalde electo: Carlos Alfonso Polanco Rebolleda - PP[26]

| Carlos Alfonso Polanco Rebolleda | PP             | 15.843 | 37,52% | 10 | 4  |  |  |  |
| Raquel Míriam Andrés Prieto      | PSOE           | 12.875 | 30,49% | 8  | 2  |  |  |  |
| Juan Antonio Gascón Sorribas     | GANEMOS        | 7.053  | 16,70% | 4  | 3h |  |  |  |
| Juan Pablo Izquierdo Fernández   | Cs             | 4.388  | 10,39% | 3  | 3  |  |  |  |
| Julio César Pérez Carrillo       | UPyD           | 678    | 1,61%  | 0  | 0  |  |  |  |
| Julio Ramón Echazarra San Martín | PCAS-TC        | 457    | 1,08%  | 0  | 0  |  |  |  |
| Iván García Vázquez              | Fe de las JONS | 175    | 0,41%  | 0  | 0  |  |  |  |
|                                  |                |        |        |    |    |  |  |  |
| Censo                            | Censo          | 64.979 | 100%   |    |    |  |  |  |
| Abstenciones                     | Abstenciones   | 21.995 | 33,85% |    |    |  |  |  |
| Votantes                         | Votantes       | 42.984 | 66,15% |    |    |  |  |  |
| Blancos                          | Blancos        | 760    | 1,80%  |    |    |  |  |  |
| Nulos                            | Nulos          | 755    | 1,76%  |    |    |  |  |  |

h En relación con los resultados obtenidos por Izquierda Unida, partido integrado en GANEMOS.

### Paredes de Nava
- 9 concejales a elegir[27] (se eligen 2 concejales menos que en las elecciones municipales de 2011)
- Alcaldesa saliente: María Montserrat Infante Pescador - PP
- Alcalde electo: Luis Antonio Calderón Nájera - PP

| Luis Antonio Calderón Nájera | PP           | 710   | 51,19% | 5 | 1 |  |  |  |
| Daniel de Jesús Treceño      | PSOE         | 532   | 38,36% | 4 | 0 |  |  |  |
| Pedro José Doncel Gil        | ACIPh        | 131   | 9,44%  | 0 | 1 |  |  |  |
|                              |              |       |        |   |   |  |  |  |
| Censo                        | Censo        | 1.698 | 100%   |   |   |  |  |  |
| Abstenciones                 | Abstenciones | 274   | 16,14% |   |   |  |  |  |
| Votantes                     | Votantes     | 1.424 | 83,86% |   |   |  |  |  |
| Blancos                      | Blancos      | 14    | 1,01%  |   |   |  |  |  |
| Nulos                        | Nulos        | 37    | 2,60%  |   |   |  |  |  |

h Agrupación de Ciudadanos de Paredes

### Saldaña
- 11 concejales a elegir[28]
- Alcalde saliente: Miguel Nozal Calvo - PSOE
- Alcalde electo: Gerardo Luis León Palenzuela - PP

| Gerardo Luis León Palenzuela    | PP           | 903   | 50,73% | 6 | 2 |  |  |  |
| Jesús Gonzalo González Martínez | PSOE         | 656   | 36,85% | 4 | 3 |  |  |  |
| José Óscar Cordero Herrero      | Cs           | 150   | 8,43%  | 1 | 1 |  |  |  |
|                                 |              |       |        |   |   |  |  |  |
| Censo                           | Censo        | 2.477 | 100%   |   |   |  |  |  |
| Abstenciones                    | Abstenciones | 598   | 24,14% |   |   |  |  |  |
| Votantes                        | Votantes     | 1.879 | 75,86% |   |   |  |  |  |
| Blancos                         | Blancos      | 71    | 3,99%  |   |   |  |  |  |
| Nulos                           | Nulos        | 99    | 5,27%  |   |   |  |  |  |

### Santibáñez de la Peña
- 9 concejales a elegir[29]
- Alcalde saliente: Manuel Maza de las Heras - PP
- Alcalde electo: Manuel Maza de las Heras - PP

| Manuel Maza de las Heras | PP           | 356   | 50,28% | 5 | 0  |  |  |  |
| Rafael Martín Macho      | PSOE         | 136   | 19,21% | 2 | 1  |  |  |  |
| Alfredo Llorente Martín  | GANEMOS      | 133   | 18,79% | 2 | 0i |  |  |  |
| Santiago Román Peña      | UPyD         | 55    | 7,77%  | 0 | 1  |  |  |  |
|                          |              |       |        |   |    |  |  |  |
| Censo                    | Censo        | 1.000 | 100%   |   |    |  |  |  |
| Abstenciones             | Abstenciones | 260   | 26,00% |   |    |  |  |  |
| Votantes                 | Votantes     | 740   | 74,00% |   |    |  |  |  |
| Blancos                  | Blancos      | 28    | 3,95%  |   |    |  |  |  |
| Nulos                    | Nulos        | 32    | 4,32%  |   |    |  |  |  |

i En relación con los resultados obtenidos por Izquierda Unida, partido integrado en GANEMOS.

### Torquemada
- 9 concejales a elegir[30]
- Alcalde saliente: Jorge Domingo Martínez Antolín - PP
- Alcalde electo: Jorge Domingo Martínez Antolín - PP

| Jorge Domingo Martínez Antolín | PP           | 383 | 61,18% | 6 | 0 |  |  |  |
| Nuria de Bustos Sánchez        | PSOE         | 238 | 38,02% | 3 | 0 |  |  |  |
|                                |              |     |        |   |   |  |  |  |
| Censo                          | Censo        | 809 | 100%   |   |   |  |  |  |
| Abstenciones                   | Abstenciones | 166 | 20,52% |   |   |  |  |  |
| Votantes                       | Votantes     | 643 | 79,48% |   |   |  |  |  |
| Blancos                        | Blancos      | 5   | 0,80%  |   |   |  |  |  |
| Nulos                          | Nulos        | 17  | 2,64%  |   |   |  |  |  |

### Velilla del Río Carrión
- 9 concejales a elegir[31]
- Alcalde saliente: Gonzalo Pérez Ibáñez - PP
- Alcalde electo: Gonzalo Pérez Ibáñez - PP

| Gonzalo Pérez Ibáñez     | PP           | 476   | 51,02% | 5 | 2 |  |  |  |
| Luis Antonio Pérez Pérez | PSOE         | 430   | 46,09% | 4 | 3 |  |  |  |
|                          |              |       |        |   |   |  |  |  |
| Censo                    | Censo        | 1.262 | 100%   |   |   |  |  |  |
| Abstenciones             | Abstenciones | 276   | 21,87% |   |   |  |  |  |
| Votantes                 | Votantes     | 986   | 78,13% |   |   |  |  |  |
| Blancos                  | Blancos      | 27    | 2,89%  |   |   |  |  |  |
| Nulos                    | Nulos        | 53    | 5,38%  |   |   |  |  |  |

### Venta de Baños
- 13 concejales a elegir[32]
- Alcaldesa saliente: Consolación Pablos Labajo - PSOE
- Alcalde electo: Rosa María Juanes Gutiérrez - PSOE

| Rosa María Juanes Gutiérrez       | PSOE            | 1.161 | 33,44% | 5 | 0  |  |  |  |
| José Luis Amadeo Valcárcel Losada | PP              | 983   | 28,31% | 4 | 2  |  |  |  |
| Félix Iglesias Martín             | GANEMOS         | 611   | 17,60% | 2 | 0j |  |  |  |
| Virginia Blanco Valle             | SI SE PUEDE VdB | 362   | 10,43% | 1 | 1  |  |  |  |
| María Milagros Bodero Paredes     | Cs              | 273   | 7,86%  | 1 | 1  |  |  |  |
|                                   |                 |       |        |   |    |  |  |  |
| Censo                             | Censo           | 5.256 | 100%   |   |    |  |  |  |
| Abstenciones                      | Abstenciones    | 1.685 | 32,06% |   |    |  |  |  |
| Votantes                          | Votantes        | 3.571 | 67,94% |   |    |  |  |  |
| Blancos                           | Blancos         | 82    | 2,36%  |   |    |  |  |  |
| Nulos                             | Nulos           | 99    | 2,77%  |   |    |  |  |  |

j En relación con los resultados obtenidos por Izquierda Unida, partido integrado en GANEMOS.

### Villada
- 9 concejales a elegir[33]
- Alcalde saliente: José Antonio Alonso Ciruelo - PSOE
- Alcalde electo: José Antonio Alonso Ciruelo - PSOE

| José Antonio Alonso Ciruelo | PSOE         | 387 | 53,23% | 5 | 0 |  |  |  |
| Naica Vega Jiménez          | PP           | 328 | 45,12% | 4 | 0 |  |  |  |
|                             |              |     |        |   |   |  |  |  |
| Censo                       | Censo        | 905 | 100%   |   |   |  |  |  |
| Abstenciones                | Abstenciones | 159 | 17,57% |   |   |  |  |  |
| Votantes                    | Votantes     | 746 | 82,43% |   |   |  |  |  |
| Blancos                     | Blancos      | 12  | 1,65%  |   |   |  |  |  |
| Nulos                       | Nulos        | 19  | 2,55%  |   |   |  |  |  |

### Villalobón
- 9 concejales a elegir[34]
- Alcalde saliente: Gonzalo Mota Alario - PP
- Alcalde electo: Gonzalo Mota Alario - PP

| Gonzalo Mota Alario        | PP           | 512   | 57,46% | 6 | 2 |  |  |  |
| María Del Mar López García | GANEMOS      | 145   | 16,27% | 1 | 1 |  |  |  |
| Juan Cruz Vidal Carazo     | Cs           | 114   | 12,79% | 1 | 1 |  |  |  |
| Guillermo Pérez Gutiez     | PSOE         | 107   | 12,01% | 1 | 0 |  |  |  |
|                            |              |       |        |   |   |  |  |  |
| Censo                      | Censo        | 1.190 | 100%   |   |   |  |  |  |
| Abstenciones               | Abstenciones | 277   | 23,28% |   |   |  |  |  |
| Votantes                   | Votantes     | 913   | 76,72% |   |   |  |  |  |
| Blancos                    | Blancos      | 13    | 1,46%  |   |   |  |  |  |
| Nulos                      | Nulos        | 22    | 2,41%  |   |   |  |  |  |

### Villamuriel de Cerrato
- 13 concejales a elegir[35]
- Alcalde saliente: Carlos Morchón Collado - PP
- Alcalde electo: Jesús María García Ruiz - PSOE[36]

| Carlos Morchón Collado     | PP           | 1.321 | 39,23% | 6 | 1  |  |  |  |
| Jesús María García Ruiz    | PSOE         | 1.147 | 34,07% | 5 | 0  |  |  |  |
| Rubén Alonso De La Horra   | GANEMOS      | 609   | 18,09% | 2 | 1k |  |  |  |
| Roberto Carlos Gil Rocillo | Cs           | 178   | 5,29%  | 0 | 0  |  |  |  |
| Santiago Díez Romero       | UPyD         | 59    | 1,75%  | 0 | 0  |  |  |  |
|                            |              |       |        |   |    |  |  |  |
| Censo                      | Censo        | 4.933 | 100%   |   |    |  |  |  |
| Abstenciones               | Abstenciones | 1.518 | 30,77% |   |    |  |  |  |
| Votantes                   | Votantes     | 3.415 | 69,23% |   |    |  |  |  |
| Blancos                    | Blancos      | 53    | 1,57%  |   |    |  |  |  |
| Nulos                      | Nulos        | 48    | 1,41%  |   |    |  |  |  |

k En relación con los resultados obtenidos por Izquierda Unida, partido integrado en GANEMOS.

## Elección de la Diputación Provincial
De acuerdo con el Título V de la Ley Orgánica 5/1985, de 19 de junio, del Régimen Electoral General los diputados provinciales son electos indirectamente por los concejales. Por la población de la provincia, la Diputación de Palencia está integrada por 25 diputados.
Actúan como circunscripciones electorales para la elección de diputados los Partidos Judiciales existentes en 1979, y a cada Partido Judicial le corresponde elegir el siguiente número de diputados:
| Partido Judicial      | Diputados a elegir (2015) |
| Astudillo             | 1                         |
| Baltanás              | 1                         |
| Carrión de los Condes | 1                         |
| Cervera de Pisuerga   | 4                         |
| Frechilla             | 1                         |
| Palencia              | 15                        |
| Saldaña               | 2                         |
| --------------------- | ------------------------- |

### Resultados globales
| Lista   | Votos  | Diputados | Variación |
| PP      | 41.045 | 16        | 0         |
| PSOE    | 29.225 | 6         | 2         |
| GANEMOS | 7.053  | 2         | 1l        |
| Cs      | 8.342  | 1         | 1         |
| ------- | ------ | --------- | --------- |

l En relación con los resultados obtenidos por Izquierda Unida, partido integrado en GANEMOS.

### Resultados por partido judicial
- Astudillo

| Lista | Votos | Concejales | Diputados | Variación |
| PP    | 1.929 | 65         | 1         | 0         |
| ----- | ----- | ---------- | --------- | --------- |

- Baltanás

| Lista | Votos | Concejales | Diputados | Variación |
| PP    | 2.197 | 89         | 1         | 0         |
| ----- | ----- | ---------- | --------- | --------- |

- Carrión de los Condes

| Lista | Votos | Concejales | Diputados | Variación |
| PP    | 2.680 | 84         | 1         | 0         |
| ----- | ----- | ---------- | --------- | --------- |

- Cervera de Pisuerga

| Lista | Votos | Concejales | Diputados | Variación |
| PP    | 5.951 | 85         | 3         | 0         |
| PSOE  | 3.473 | 45         | 1         | 0         |
| ----- | ----- | ---------- | --------- | --------- |

- Frechilla

| Lista | Votos | Concejales | Diputados | Variación |
| PP    | 2.657 | 90         | 1         | 0         |
| ----- | ----- | ---------- | --------- | --------- |

- Palencia

| Lista   | Votos  | Concejales | Diputados | Variación |
| PP      | 21.560 | 84         | 7         | 1         |
| PSOE    | 17.741 | 52         | 5         | 1         |
| GANEMOS | 7.053  | 4          | 2         | 1m        |
| Cs      | 5.386  | 12         | 1         | 1         |
| ------- | ------ | ---------- | --------- | --------- |

m En relación con los resultados obtenidos por Izquierda Unida, partido integrado en GANEMOS.

- Saldaña

| Lista | Votos | Concejales | Diputados | Variación |
| PP    | 4.071 | 144        | 2         | 1         |
| ----- | ----- | ---------- | --------- | --------- |